# Europapokal der Landesmeister (Handball) der Frauen 1983/84
Der Europapokal der Landesmeister 1983/84 war die 23. Austragung des Wettbewerbs, an der 20 Handball-Vereinsmannschaften aus 20 Ländern teilnahmen. Diese qualifizierten sich in der vorangegangenen Saison in ihren Heimatländern für den Europapokal. Im Finale setzte sich Vorjahresfinalist RK Radnički Belgrad gegen den TSV Bayer 04 Leverkusen aus der Bundesrepublik Deutschland durch und gewann damit zum dritten Mal den Pokal. Mannschaften aus Polen, der Sowjetunion und der DDR nahmen am Wettbewerb, im Hinblick auf die Olympischen Spiele 1984 in Los Angeles nicht teil.

## Vorrunde
|                              | Gesamt   |                  | Hinspiel | Rückspiel |
| ---------------------------- | -------- | ---------------- | -------- | --------- |
| Bordeaux EC                  | 46:27    | HC Bascharage    | 24:11    | 22:16     |
| Avanti Lebbeke               | 21:34    | ATV Basel-Stadt  | 13:14    | 08:20     |
| Bankasi Istanbul             | [ VR 1 ] | SSV Forst Brixen | :        | :         |
| Club Balonmano Íber Valencia | 55:18    | AD de Oeiras     | 29:90    | 26:90     |

1. ↑   SSV Forst Brixen kam kampflos weiter

Helsingør IF, TSV Bayer 04 Leverkusen, Maccabi Harazim Ramat Gan, Hypobank Südstadt, ZSKA Sofia, CS Știința Bacău. Start Bratislava, Skjeberg IF, Stockholmspolisens IF, Niloc Amsterdam, Vasas Budapest und Vorjahresfinalist RK Radnički Belgrad hatten ein Freilos und stiegen damit direkt in das Achtelfinale ein.

## Achtelfinale
|                     | Gesamt |                              | Hinspiel | Rückspiel |
| ------------------- | ------ | ---------------------------- | -------- | --------- |
| Helsingør IF        | 33:50  | TSV Bayer 04 Leverkusen      | 16:18    | 17:32     |
| ATV Basel-Stadt     | 38:33  | Maccabi Harazim Ramat Gan    | 17:18    | 21:15     |
| Hypobank Südstadt   | 48:32  | SSV Forst Brixen             | 24:14    | 24:18     |
| ZSKA Sofia          | 42:37  | Club Balonmano Íber Valencia | 24:23    | 18:14     |
| CS Știința Bacău    | 48:49  | Start Bratislava             | 26:21    | 22:28     |
| Skjeberg IF         | 27:26  | Stockholmspolisens IF        | 16:13    | 11:13     |
| RK Radnički Belgrad | 58:30  | Niloc Amsterdam              | 32:14    | 26:16     |
| Vasas Budapest      | 43:22  | Bordeaux EC                  | 25:10    | 18:12     |

## Viertelfinale
|                     | Gesamt |                         | Hinspiel | Rückspiel |
| ------------------- | ------ | ----------------------- | -------- | --------- |
| RK Radnički Belgrad | 68:27  | ATV Basel-Stadt         | 30:14    | 38:13     |
| Vasas Budapest      | 34:34  | Start Bratislava        | 18:15    | 16:19     |
| ZSKA Sofia          | 32:32  | TSV Bayer 04 Leverkusen | 21:16    | 11:16     |
| Skjeberg IF         | 30:41  | Hypobank Südstadt       | 15:19    | 15:22     |

1. ↑   Vasas Budapest qualifizierte sich aufgrund der Auswärtstorregel für das Halbfinale.
2. ↑   TSV Bayer 04 Leverkusen qualifizierte sich aufgrund der Auswärtstorregel für das Halbfinale.

## Halbfinale
|                         | Gesamt |                     | Hinspiel | Rückspiel |
| ----------------------- | ------ | ------------------- | -------- | --------- |
| TSV Bayer 04 Leverkusen | 32:29  | Vasas Budapest      | 15:12    | 17:17     |
| Hypobank Südstadt       | 36:43  | RK Radnički Belgrad | 17:21    | 19:22     |

## Finale
Das Hinspiel fand am 25. März 1984 in Belgrad und das Rückspiel am 31. März 1984 in der Leverkusener Wilhelm-Dopatka-Halle statt.
|                     | Gesamt |                         | Hinspiel | Rückspiel |
| ------------------- | ------ | ----------------------- | -------- | --------- |
| RK Radnički Belgrad | 42:35  | TSV Bayer 04 Leverkusen | 22:16    | 20:19     |